# Отакар II
Отакар II (Оттокар II; нем. Otakar II; умер 28 ноября 1122) — маркграф Штирии в 1088—1122 гг. из династии фон Траунгауер, первый правитель независимой Штирии.
Отакар II был младшим сыном Отакара I, маркграфа Карантанской марки (Штирия), и Виллибирги Эппенштейн. После смерти своего старшего брата Адальберо в 1088 году Отакар II унаследовал престол Штирии. Однако герцог Каринтии Луитпольд, пользуясь своим происхождением от первых графов Карантанской марки из дома Эппенштейнов, фактически отстранил Отакара от власти. Лишь в 1105 году Луитпольд был вынужден возвратить штирийский престол законному наследнику.
Отакар II, при сохранении каринтийского сюзеренитета над Штирией, фактически проводил самостоятельную политику. Он активно занимался основанием монастырей (Гарштейн), присоединял мелкие полунезависимые владения в Верхней Штирии. Важнейшим территориальным приобретением Отакара II стало присоединение Подравской марки, включая такие города, как Марибор и Птуй, в результате чего Штирийское графство к концу правления Отакара II простиралось от Дуная до Дравы. Более того, после смерти последнего герцога Каринтии из рода Эппенштейнов в 1122 году Штирия была выведена из подчинения Каринтии и стала самостоятельным государством. 1122 год считается годом рождения Штирийской государственности. Вместе с независимостью Отакар II получил и бывшие владения Эппенштейнов в долине Муры.

## Брак и дети
- (1090) Элизабет, дочь Леопольда II, маркграфа Австрии:

Леопольд (ум. 1129), маркграф Штирии (с 1122)
Кунигунда (ум. 1161), замужем за Бернардом Спанхеймом, графом Марибора
Виллибирга (ум. 1145), замужем за Экбертом II, графом Питтена